# Большая комета 1882 года
Большая сентябрьская комета 1882 года — ярчайшая комета XIX века и одна из самых ярких за последнее тысячелетие, благодаря чему получила название «Большой кометы». Она была независимо открыта сразу несколькими людьми. При своём появлении в начале сентября того года она была легко заметна в предрассветные часы даже без специального оборудования. Комета быстро набирала яркость, приближалась к Солнцу и в день перигелия, 17 сентября, стала видимой при свете дня и даже просвечивала сквозь лёгкие облака.
После прохождения перигелия комета была яркой ещё в течение нескольких недель. Её хвост сильно увеличился в размерах и имел специфические очертания, а также, согласно ряду свидетельств, был разделён надвое тёмной полосой. Ядро же приобрело сильно вытянутую форму, а в мощные телескопы можно было видеть, что оно разделилось на 2 части, некоторые зарегистрировали и большее число осколков. Наблюдались и другие необычные эффекты: пятна света возле головы кометы, второй хвост, направленный в сторону Солнца. Наблюдения длились до конца 1882 года, однако некоторые астрономы продолжали их до февраля, марта и даже июня 1883 года.
По многочисленным данным о динамике положения кометы практически сразу после их получения был предпринят ряд попыток рассчитать параметры её орбиты. Было отмечено явное сходство с кометами 1843 года и 1880 года, о которых впоследствии был сделан вывод об их общем происхождении: они принадлежат семейству околосолнечных комет Крейца — группе фрагментов, образовавшихся после распада одной большой кометы несколько сотен лет назад.

## История наблюдений

### Открытие
К 1 сентября 1882 года относятся первые упоминания о наблюдении кометы в Гвинейском заливе и на Мысе Доброй Надежды. В Окленде (Новая Зеландия) она была впервые замечена 3 сентября (16:48 по всемирному времени). В Кордове (Аргентина) 5 сентября в 9:36 комета стала видна на небе в предрассветные часы, причём по яркости была сравнима с Венерой, как сообщал американский астроном Б. А. Гулд. На следующий день, 6 сентября, о ней есть свидетельства наблюдений из Панамы, и в тот же день её видели с парохода «Caraki».
Первым астрономом, наблюдавшим комету, стал У. Г. Финлей — это произошло 7 сентября (около 17 часов по местному времени) в обсерватории на Мысе Доброй Надежды, где он проводил наблюдения совместно с У. Л. Элкином, который зарегистрировал комету 8 октября. Им удалось различить большую голову кометы, ядро звёздной величины −3m и диаметром 10-15" в южной области головы, кому толщиной в районе ядра 40-50″ и хвост длиной 1-2,5°, южная граница которого была более чёткой, яркой и длинной. В этот же день в Сиднейской обсерватории также наблюдал комету Г. Ч. Расселл, получивший накануне сообщение с парохода «Caraki». С помощью спектроскопа он зарегистрировал очень яркий непрерывный спектр, где отсутствовали типичные для комет линии, однако была яркая жёлтая линия, которую он идентифицировал как линию натрия. Утром 9 сентября комета была впервые зарегистрирована Р. Эллери в другой австралийской обсерватории, на сей раз в Мельбурне. Также 9 сентября и австралийский астроном Дж. Теббутт в Уиндзоре (Новый Южный Уэльс), получивший накануне сообщения о комете из Мельбурна и других мест, совершил её независимое открытие, отмечая, что ядро было большим и ярким, а хвост имел длину 3-4°. Днём спустя то же сделал Дж. Рид на корабле «HMS Triumph» к югу от островов Кабо-Верде. А 12 сентября в Национальной обсерватории в Рио-де-Жанейро комету открыл также Л. Крулс — он отметил, что она видима невооружённым глазом, и предположил её идентичность с кометой Понса-Брукса 1812 года.

### До прохождения перигелия
В первые дни после своего появления на небе комета, двигаясь к перигелию, была видна только перед рассветом. Так, Дж. Рид сообщал, что видел её 12 и 13 сентября всего несколько минут (из-за плохих погодных условий в этот период), однако успел зафиксировать выраженный неискривлённый хвост длиной 2-2,5° и яркую кому — ядро, окружённое ещё более ярким кольцом. Британский астроном-любитель Л. Э. Эдди описывает наблюдаемую им 13 сентября в своей обсерватории в Грейамстауне (ЮАР) комету как узкую ярко светящуюся полосу красно-коричневого цвета, заканчивающуюся ядром, сравнимым по яркости и размеру с Юпитером, а по цвету — с Венерой, но со слегка золотистым оттенком; кома была плотной, её границы — чёткими; хвост же казался прямым и имел длину 12°. Другой британец, Э. Э. Марквик, впервые зарегистрировавший комету 14 сентября в Дурбане, отмечал её красноватый оттенок и расплывчатую структуру головы. Ядро было эквивалентно Юпитеру по яркости и 15 сентября, а на следующий день Эдди наблюдал в телескоп, что ядро стало менее чётко выраженным, кома имела бо́льшую ширину с северной стороны, чем с южной, а хвост удлинился и стал темнее в середине, будто раздвоившись. Тогда же комета, как свидетельствует в своих отчётах Б. А. Гулд, была видна в телескоп-искатель в течение дня.

### Прохождение перигелия
Во время перигелия яркость кометы увеличилась настолько, что она была видима даже в дневное время более двух суток.
Так, 16 сентября (ранним утром 17 сентября по местному времени) Дж. Теббутт наблюдал её в 4° к западу от Солнца, быстро движущейся в его направлении, и были хорошо различимы её голова и хвост длиной около 1/3°. Л. Э. Эдди свидетельствовал, что комета появилась на небе (17 сентября в 5:44 по местному времени) за 14 минут до восхода Солнца, её размер и яркость затем увеличились настолько, что она стала легко видна возле Солнца невооружённым глазом даже без малейших усилий; сперва хвост имел длину порядка 8′, затем в течение дня общая её длина составляла порядка 1°. Чуть позже (в 8:10) наблюдали комету жители Реуса (Испания) всего в 1° от Солнца; они были поражены тем, насколько она была яркой: она была видна даже сквозь тонкие облака, а хвост можно было различить в обычный бинокль с затемнёнными стёклами. В 10:45 комету зарегистрировал английский астроном-любитель Э. Э. Коммон в своей обсерватории в Илинге, где он проводил ежедневный обзор неба в поисках околосолнечных комет с помощью гелиоскопа. Он отмечал очень яркие хвост и крупное ядро диаметром 45" и почти круглой формы. Комета быстро двигалась в направлении Солнца, и, согласно отчётам Эдди, к 2 часам дня (по местному времени) уже было затруднительно локализовать её местоположение, а в 16:30 (также по местному времени) он видел её в последний раз в 14′ от края солнечного диска. По результатам своих наблюдений в телескоп астроном описывал ядро как твёрдый светящийся белым шар, превосходящий по яркости Венеру и находящийся практически на оконечности хвоста, кома же была совсем небольшого размера, а её границы представляли собой более плотный световой поток, чем внутренняя область, при этом северная часть была более узкой и яркой, чем южная. Эдди отмечал, что по мере приближения кометы к Солнцу не наблюдалось признаков изменения её физической структуры, что отличало её от других комет. Гулд писал, что в 14:53 комета была ещё видима, причём ярко и отчётливо, хотя для этого необходимо было использовать «защитное стекло»; в 15:21 же, согласно его отчётам, она находилась уже в одном поле зрения с Солнцем. Г. Ч. Расселл, наблюдавший комету практически непрерывно в течение всего дня, писал, что она была похожа на яркую звезду, а в телескоп можно было явно различить ядро и концентрические слои комы, из которых внешний был наиболее чётким. У. Г. Финлей, также проводивший наблюдения в течение всего дня вместе с У. Л. Элкином, отмечал, что в полдень размер диска кометы составлял 4", а в одном поле зрения с солнечным лимбом она была в 16:40 (по местному времени), при этом серебристый цвет кометы явно выделялся на фоне красно-жёлтого цвета Солнца. Около 16:51 (по местному времени), по данным этих астрономов, комета пропала из видимости; в 16:19 не смог разглядеть её и Гулд — началось её прохождение по диску Солнца. Оно продлилось 1 час 17 минут, до 16:34. Элкин сравнивал этот процесс с тем, как выглядит покрытие Луной звезды 4-й величины.
Перигелий наступил в 17:17, в 17:46 комета достигла максимальной элонгации в 27′ и начала движение за Солнце — её покрытие солнечным диском происходило с 18:57 до 20:53; до следующего дня она больше не была видна на небе.
Согласно оценкам, во время и сразу после перигелия яркость кометы составляла не менее −9m, и в момент наблюдения на фоне солнечного лимба она была даже ярче него.

### После прохождения перигелия
После прохождения перигелия комету первым зарегистрировал Теббутт 18 сентября в 01:26 по всемирному времени менее чем в 1° от западного края солнечного диска. В этот день комета удалилась от Солнца на 3-4° и стала так хорошо видна даже в дневное время, что её присутствие на небе отмечали многочисленные наблюдатели по всему миру, в нескольких обсерваториях были произведены измерения её положения и характеристик. Так, при наблюдении в Обсерватории Мыс Доброй Надежды её директор Д. Гилл оценил размер ядра в 4″ и сравнил его яркость со звездой первой видимой величины. Он отмечал, что достаточно было защитить глаза от Солнца, закрыв его вытянутой рукой, чтобы отчётливо увидеть сияюще-белое ядро и чётко очерченный хвост длиной 0,5°. В этот же день французский физик Л. Томлон оценивал диаметр ядра в 15″, а общий размер комы и части хвоста, видимой невооружённым глазом, — в 20′, он описывал их контур как половину эллипса с эксцентриситетом около 4, так, что ядро, очень крупное и яркое, располагалось между апексом и фокусом этого эллипса. Кроме того, этим учёным был получен спектр ядра и соседних элементов — узкий и яркий, в нём были двойные линии натрия и ряд других ярких линий, совпадающих с линиями железа, при этом типичного линейчатого спектра с полосами углерода не наблюдалось. Красное смещение линий натрия (на величину почти в 1/4 расстояния между ними) говорило о быстром удалении кометы от Земли, а отсутствие тёмных линий Фраунгофера означало, что отражённый солнечный свет не был основным источником её свечения. В следующие 2 дня комета была так же хорошо видна невооружённым глазом, информация о ней распространилась повсеместно, и все интересующиеся астрономией люди были поглощены её наблюдениями. Так, согласно отчётам Эдди от 19 сентября, комета продолжила движение в том же направлении, что и до перигелия, а на следующий день голова стала менее яркой, тогда как хвост увеличился в размерах: его длина составляла 5°, на расстоянии 2° от ядра он резко расширялся до 1°, далее — более плавно до 1,5°. Астроном из Принстонского университета Ч. О. Янг, наблюдавший комету в этот же день впервые, сообщал, что ядро имело диаметр 4″ и было круглым и ярким, но нечётким. Также 19 сентября, вскоре после полудня, впервые зарегистрировали комету и астрономы из Военно-морской обсерватории США; Э. Фрисби и У. К. Уинлок сравнивали её очертания с расправленными крыльями птицы.
С 21 сентября комета была видима невооружённым глазом только там, где небо было чистым от облаков. Так, 22 сентября астроном из Нашвилла Э. Э. Барнард сообщал, что мог видеть её без помощи телескопа в течение 15 минут после восхода Солнца — столь продолжительный период наблюдения кометы невооружённым глазом в дневное время имел место до этого лишь единожды в 1402 году. Кроме того, в предрассветных сумерках американский учёный зарегистрировал длину хвоста в 12°. В этот же день телескопические наблюдения были успешно проведены непосредственно перед восходом Солнца Дж. М. Шеберле в Анн-Арборе и сразу после — Э. Миллосевичем в Риме. Примечательно, что тогда же, 22 сентября, в Париже М. Маллет предпринял попытку подняться на воздушном шаре, принадлежавшем знаменитому воздухоплавателю В. де Фонвиелю (по его поручению), над облаками — комета при этом действительно была гораздо лучше видна, но зарегистрировать точно её положение в таких условиях, конечно, было невозможно. Согласно отчётам Гилла, 22 сентября ядро было сравнимо со звездой третьей величины, оставшаяся же часть головы была менее различима. Наконец, в этот же день А. Рикко, впервые наблюдавший в этот день комету в обсерватории в Палермо, получил спектр ядра и комы, который был узким и непрерывным и содержал помимо D-линий натрия несколько других, которые он не смог точно идентифицировать.
Эдди отмечал, что наибольшей яркости и размеров комета достигла 24 сентября: хвост имел длину 25°, его внешние границы были светлее, и он был как будто разделён надвое тёмной полосой (от ядра почти до конца широкой части хвоста), причём северная часть, более яркая, была несколько выпуклой вблизи головы, последняя же состояла из по-прежнему чётко выраженного небольшого ядра и плотной также небольшой толщины комы. Вскоре после этого, 24-25 сентября Эллери, наблюдавший комету в рассветные часы в обсерватории в Мельбурне, зарегистрировал, что хвост имел длину 15° и ширину около 1° на конце. В это же время, 25 сентября, Э. Э. Марквик, увидев комету впервые после перигелия в Питермарицбурге, отметил, что ядро имело белый цвет, было ярким и похожим на звезду, а хвост был очень длинным, располагался вблизи эклиптики параллельно ей, и внутри него была заметна тёмная полоса ближе к южной границе, которая была более чётко очерчена, нежели северная. Вплоть до 27 сентября невооружённым глазом можно было видеть после угасания звёзд 1-й величины с восходом Солнца участок хвоста длиной 12°. Исключительно большую длину хвоста (до 30°) примерно через 10 дней после перигелия отмечал также Крулс. А тёмную полосу, проходившую через весь хвост, с 27 сентября по 1 октября наблюдали также Рикко и Ч. Ш. Хастингс из Университета Джонса Хопкинса в Балтиморе, причём американский физик отмечал, помимо неё, и ещё одну более короткую параллельную полосу.
В этот период (конец сентября — начало октября) комета оставалась исключительно яркой, практически нулевой величины, был хорошо различим её хвост — достаточно длинный (20°) и узкий (менее 1°). Так, наблюдатели на корабле «Earnock», следующего из Глазго в Мельбурн, сообщали, что комета была очень яркой, порядка 1m. С другого корабля, «Superb», 28 сентября наблюдатели определили длину хвоста — 9,5°, а 1 октября — около 11°. Также же 28 сентября А. Н. Скиннер из Военно-морской обсерватории США зафиксировал длину хвоста — 15°, максимальную ширину — 1,5°, его небольшое искривление, вогнутость с северной стороны и проходившую через него тёмную полосу; ядро же было очень чётким, и вся комета — исключительно ярким объектом. Его коллега Фрибси на следующий день описывал также ядро — неправильной формы, вытянутое в направлении хвоста, оно имело длину 15″ и максимальную ширину 3″. К 29 сентября относится важное наблюдение относительно спектра кометы: дублетные линии натрия стали неразрешимы, линии железа почти исчезли, и в целом он приобрёл характерный для комет вид. Марквик 30 сентября также отмечал, что голова кометы была сравнима по яркости со звездой первой величины, хотя её очертания были довольно нечёткими по сравнению с Юпитером; ядро приобрело форму линии, отклоняющейся на небольшой угол от оси хвоста, сам же хвост стал заметно искривлён. На следующий день британский астроном оценил его длину в 12,5°, а максимальную ширину — в 1,75°. Согласно данным наблюдений Ч. О. Янга, 2 октября хвост имел длину около 14°, был достаточно ярким и чётким, особенно по краям, слегка искривлённым и выпуклым в сторону горизонта. Астроном из Принстона также отмечал хорошо выраженную тёмную полосу, начинавшуюся за ядром, и высказывал различные предположения о её природе. Кроме того, он получил интенсивный сплошной спектр ядра и хвоста, на который накладывались углеродные полосы. Другой американец, Уинлок, в этот день записал, что хвост, довольно узкий, имел длину 19°, а ядро было круглой формы и довольно расплывчатым. К 3 октября, согласно отчётам Эдди, длина хвоста сократилась (относительно его предыдущего наблюдения) до 15°, ширина составляла 3°, яркость его стала более равномерной, очертания — более размытыми; южная часть стала ярче, плотнее и слегка закруглялась, тёмная полоса, начинающаяся от головы кометы, стала пропадать, однако появилась другая — идущая от конца хвоста примерно на 1/4 его длины и слегка искривлённая к северу. На следующий день основная тёмная полоса стала ещё менее выраженной. Британский астроном и метеоролог Ч. Л. Принс, в своей обсерватории в Кроуборо увидевший комету впервые (из-за погодных условий) лишь 4 октября, зафиксировал в этот день длину хвоста в 25°, а американец Фрисби — в 17-18°. Янг в этот день отмечал, что линии натрия в спектре, которые перестали быть ярко выраженными ещё 2 октября, стали почти неразличимы. Наконец, Марквик 4 октября сообщал, что очертания ядра стали расплывчатыми, хвост, по сравнению с предыдущими наблюдениями, стал немного длиннее, но менее ярким, тёмная полоса стала едва заметна, а на следующий день уже была неразличима; конец хвоста 5 октября стал неровным. Позднее, 6 октября, Уинлок засвидетельствовал, что хвост, имевший общую длину 17° и ширину на конце 3°, был слегка вогнутым и прерывистым с северной стороны, наиболее яркая его область находилась в 8° от головы ближе к южной границе, а севернее её была видна почти чёрная полоса длиной 4-5°; голова располагалась под небольшим углом к хвосту и была чуть шире с южной стороны, чем с северной, где казалась несколько сплюснутой. На следующий день астроном из Вашингтона отмечал, что хвост при той же длине имел ширину на конце уже 5°, а в 3° от головы — 2°; южная его часть была чётко выражена, тогда как северная была расплывчатой и прерывистой. Затем 7 октября, согласно свидетельствам из Вишакхапатнама (Индия), длина наиболее яркой части хвоста сократилась до 7-8°.
В первой половине октября комета начала тускнеть, стала снова видимой до восхода Солнца и перемещалась в юго-западном направлении. Баркер 1 октября оценивал её яркость в 0,5m, а Марквик — в 1m. Затем 4 октября Ч. Л. Принс — в 2m, 6 октября австро-венгерский астроном Л. Вайнек, работавший в Голис-Лейпцигской обсерватории, — в 1,8m, а новозеландец Дж. Т. Стивенсон — в 1m. Таким образом, комета в этот период была исключительно ярким (сравнимым с Юпитером) объектом на небе. Большинство наблюдателей отмечало выраженный белый цвет кометы в начале этого периода, однако Барнард упоминал «жемчужный оттенок», а Принс записал, что ядро было оранжевым (4 октября), а хвост — сияюще-серебристым и причудливо изогнутым, напоминая запутанную верёвку (10 октября). S-образный изгиб южной части хвоста отмечал также Эдди в своих отчётах от 8 октября, и в этот же день Фрисби описывал его веерообразную форму. А 9 октября Уинлок зафиксировал длину хвоста 14-16° и разветвление на его конце. Тогда же Марквик сообщал, что южная часть хвоста стала более чёткой и на конце имела форму расходящегося пучка, тогда как северная и конец хвоста стали более расплывчатыми; ядро же оставалось вытянутым и расположенным под углом относительно хвоста. Последний имел длину на следующий день, 10 октября, 18°, а 11 октября — 17°. Также в этот день (10 октября) Уинлок снова оценил длину хвоста в 16°, а кроме того, согласно данным Янга, из спектра окончательно исчезли линии натрия. Рикко также подтверждал, что одновременно с этим в эти первые дни октября отчётливее проявлялись углеродные полосы — итальянский астроном зарегистрировал, что их источником было ядро и область примерно в 5′ вокруг него.
Таким образом, хвост оставался в этот период довольно длинным — 15-20°, узким, ярким и чётко очерченным. Наблюдатели с корабля «Superb» отмечали, что в течение октября он становился всё более бледным, но увеличивался в длине. Также была заметна тёмная полоса, начинавшаяся от головы кометы и делившая хвост вдоль на две части; Дж. Т. Стивенсон, проводивший наблюдения в Окленде (Новая Зеландия), сообщал, что лежащая к северу была гораздо шире, тогда как согласно отчётам Принса, они были примерно одной ширины, но южная — существенно ярче, Эдди же писал, что южная была длиннее, и обе они расходились в разные стороны, подобно рогам. Рикко сообщал, что в этот период южная часть хвоста была (в отдельные моменты — существенно) ярче северной, а хвост в целом был почти прямым и лишь слегка отклонялся к югу. Янг 10 октября зафиксировал помимо тёмной полосы, расположенной под углом 8-10° относительно ядра, также ещё одну яркую длиной 2-3′, начинающуюся из той же точки в начале хвоста, но сонаправленную ему. Несколько дней спустя, 15 октября, согласно отчёту астронома из Принстона, была видима уже одна только светлая полоса, причём начинающаяся не от конца ядра, а от места его изгиба; хвост же имел длину 18°, то есть около 100 млн км. Уинлок 14 октября сообщал, что была всё ещё заметна зарегистрированная им ранее тёмная полоса в области середины хвоста, который при этом расходился в 3-4° от конца, где имел ширину 3,5°, общая длина же его составляла 17°. На следующий день другой астроном из Вашингтона, Сампсон, установил в спектре ядра 3 типичные для комет полосы (центральная была самой яркой), а спектр хвоста описал как непрерывный, максимально яркий в зелёной части. Характерную тёмную полосу и разделение хвоста показал в своих зарисовках от 18-20 октября астроном из Германии, Э. В. Л. Темпель, работавший в обсерватории Арчетри. При этом сквозь хвост можно было разглядеть звёзды позади него. Позднее, 23 октября Принс оценил яркость ядра в 5m, а длину хвоста — в 20°. Марквик же в этот день сообщал, что длина хвоста составляла 18°, а яркость ядра — 1m, хотя он отмечал, что комета, пусть и совсем ненамного, потускнела. Факт, что комета стала менее яркой, подтверждали 24 октября также Янг и Уинлок. Последний также отмечал, что южная часть хвоста была ярче, его длина составляла 12°, а голова была нечёткой и немного сплюснутой с северной стороны. Кроме того, в конце октября комета удалилась от Солнца на то же расстояние, что и Земля, а в её спектре совсем пропали линии натрия, зато присутствовали 3 углеводородные полосы.
Венгерский астроном М. Конкой-Теге, в своей обсерватории в Гурбаново получивший возможность наблюдения кометы только 1 ноября (ранее этому препятствовали погодные условия), отмечал, что в этот день хвост был искривлён кверху, а его граница, направленная в сторону горизонта, была гораздо ярче и лучше очерчена. Ядро имело хорошо выраженный жёлтый цвет, тогда как кома — зеленоватый оттенок; края его были нечёткими. При этом не наблюдалось типичных для комет расходящихся от ядра лучей, и вся голова скорее напоминала пламя свечи в тумане. Спектр ядра был очень ярким, особенно в красной части, и непрерывным, в нём не просматривалось линии натрия. Кома же имела довольно яркий спектр с типичными для комет полосами, присущими углеводородам, с максимумами на длинах волн порядка 600 нм, 560 нм, 514 нм, 470 нм и 430 нм. Марквик же 2 ноября оценивал длину хвоста в 19,5°, толщину на конце в 3,5°, а также отмечал, что комета заметно потускнела. Последнее подтверждал в тот же день и Уинлок, который также сообщал, что голова оставалась несколько сплюснутой с северной стороны, а хвост имел длину 10-12°.
Граф Кроуфорд Дж. Линсди, которому сообщил о своих наблюдениях Б. Дж. Хопкинс из Лондона, отмечал, что 4 ноября ядро имело желтовато-белый цвет и форму эллипса с осью в направлении хвоста; последний же имел длину 20° и ширину до 1,5°, слегка искривлялся кверху, на 2/3 своей длины был разделён тёмной полосой, а на конце был довольно размытым. В этот же день Янг оценивал длину хвоста в 16°, его максимальную ширину — в 4°, а яркость головы кометы в 4m — при наблюдении невооружённым глазом она была необычно яркой для объекта, находившегося от Солнца на том же удалении, что и Земля. Позднее, 8 ноября, Уинлок зарегистрировал длину хвоста 10°, отмечая, что северная его сторона была гораздо более тусклой, притом что в целом комета оставалась довольно яркой. В тот же день, согласно данным Хопкинса, ядро было сравнимо со звездой второй величины, длина хвоста составляла 19°, на 4/5 своей длины он был прямым, а его конец, резко искривляясь вверх, имел форму веера шириной 4°, тёмная полоса же стала менее заметна, хотя южная часть хвоста была по-прежнему несколько ярче. К моменту следующего наблюдения, 14 ноября, ядро сильно вытянулось, длина хвоста увеличилась до 30°, на конце он раздваивался, и северная часть резко загибалась вверх, отделённая от южной полукруглой областью, так, что весь хвост напоминал по форму букву γ.
Согласно свидетельствам с кораблей «Earnock» и «Superb», в это время (7-8 ноября) хвост всё ещё был достаточно длинным — 17,5°. Марквик 9 ноября сообщал, что хвост стал шире и имел длину 20° и ширину на конце 3,5°, тёмная полоса практически исчезла, а ядро из яркой линии стало тусклым и шарообразным, напоминая шерстяной клубок. Эдди 10 ноября зафиксировал, что ядро стало ещё более ярким и при наблюдении невооружённым глазом стало больше напоминать звезду, а видимое движение кометы было очень мало. Есть свидетельства, что 12 ноября хвост со стороны головы по яркости был сравним со звездой третьей величины, и сама голова, по всей видимости, была ненамного ярче. В тот же день Марквик оценивал яркость ядра в 5m, а также длину хвоста в 19° и ширину на конце в 5°. Уинлок 13 и 15 ноября оценивал длину хвоста приблизительно в 10°, а также отмечал тёмную полосу, идущую вниз примерно до его середины. Такая же длина хвоста была установлена им и 18 ноября, когда хвост, согласно его наблюдениям, стал менее искривлённым, а голова — гораздо менее чёткой. По снимкам Гилла, которые он производил в течение ноября регулярно, можно путём сравнения с ближайшими звёздами известной величины заключить, что в середине месяца яркость кометы составляла порядка 3,5m. К 20 ноября Марквик засвидетельствовал, что комета в целом действительно стала ярче, уточнив на следующий день, что она превосходила по яркости звёзды пятой величины. Также 20 ноября Янг зафиксировал, что хотя комета и потускнела по сравнению с его предыдущим наблюдением в начале месяца, хвост оставался всё ещё достаточно длинным и видимым без помощи телескопа. Уинлок 20 ноября сообщал, что хвост имел длину 15° и ширину на конце 3°, было хорошо заметно его раздвоение на протяжении более половины его длины, а голова, особенно с северной стороны, была чётко очерчена. На следующий день астроном из Военно-морской обсерватории США зарегистрировал длину хвоста 10° и аналогичный вид головы кометы. Также и 22 ноября голова не имела с южной стороны чёткой границы; хвост в этот день, когда лунный свет не мешал наблюдениям, имел длину до 12°. Кроме того, 22 ноября, как отмечал Теббутт, угол между главной осью эллипса, форму которого имело ядро, и небесной параллелью стал максимальным и достиг 45°. Такое положение было зафиксировано и при наблюдении из Гринвичской обсерватории 26 ноября; тогда же сообщалось, что в целом комета была очень бледной, а самая яркая часть находилась в 1/3 её длины от северного конца.
К концу ноября, согласно записям Эдди, хвост сократился в длине всего до 12°, зато ширина его на конце составляла 6°, и он видоизменился, изогнувшись книзу (в восточном направлении), так, что напоминал по форме пастуший посох или страусиное перо с опущенным концом. Марквик также отмечал, что длина хвоста сократилась — до 15°, ширина на конце составляла 4,5°, весь хвост, как и голова, стали более расплывчатыми; голова при этом имела яркость 5m. Несколько дней спустя, 2 декабря, и Уинлок сообщал об уменьшении длины хвоста до 6-7° и бледности кометы в целом, а 3 декабря астроном из Вашингтона описывал форму хвоста: он стал почти прямым, более ярким с южной стороны и нечётким на конце. А 4 декабря Эдди зафиксировал, что длина яркой части хвоста уменьшилась до 8°, а ширина в 4° от головы была равна 2°, искривление на конце же стало почти незаметным. Такую же длину хвоста, всё ещё хорошо различимого, установил 7 декабря (а затем 11 декабря) и Уинлок, который также отмечал тогда чётко выраженную границу головы кометы, всё так же слегка сплюснутой с северной стороны. Марквик 8 декабря сообщал, что хвост был бледным, но широким, длина его составляла 8°, голова при рассмотрении в телескоп выглядела как расплывчатая туманность, ядро было уже неразличимо. Через 2 дня, согласно его отчётам, хвост был прямым и имел длину 12°. Эдди же свидетельствовал, что к 9 декабря комета стала уже очень тусклой, и через 5 дней он завершил наблюдения. Однако Марквик смог выполнить ещё несколько: 15 декабря хвост всё ещё был виден, хотя очертания его были настолько нечёткими, что невозможно было определить, где он заканчивался, примерная длина составляла 15°, ширина на конце — 5°; к 22 декабря относится последнее наблюдение из Питермарицбурга. Согласно записям Уинлока, в конце декабря комета была очень бледной и не видимой невооружённым глазом. Теббутт сообщал, что в декабре и январе комета напоминала нечётко очерченную туманность примерно эллиптической формы, чуть более яркую в центре.

### Изменение ядра
Начиная с конца сентября, после прохождения перигелия, ядро стало видоизменяться. Так, 27 сентября Барнард заметил, что ядро вытянулось в направлении хвоста; к 30 сентября удлинение вдоль небесной параллели было зафиксировано также Теббуттом, О. К. Уэнделлом из Гарвардской обсерватории, Финлеем и Элкином на Мысе Доброй Надежды, а также А. Рикко. Существенное изменение произошло 2 октября: в этот день, согласно записям американского астронома Г. С. Притчетта, ядро приняло яйцевидную форму, ориентированную широким концом в сторону Солнца, а Теббутт сообщал, что большая полуось вытянувшегося ядра стала в 3-4 раза превышать малую; значительное вытяжение отмечал и другой американец, Ч. О. Янг. Уже на следующий день Л. Э. Эдди и бельгиец Ф. Дж. Терби, проводивший наблюдения в своей обсерватории в Лувене, независимо зарегистрировали разделение ядра на две части, обе явно эллиптической формы; Эдди отмечал, что каждая из них напоминала пламя свечи, а первая, головная, лежала чуть южнее относительно оси хвоста. А 4 октября он записал, что одна была крупнее и ярче другой, и они выглядели как рисовые зёрна, лежащие одно за другим. Тогда же Янг зафиксировал ещё более сильное, по сравнению со своим предыдущим наблюдением, вытяжение ядра, так, что оно стало по форме напоминать индийскую булаву. Наконец, в тот же день Э. Фрисби в Военно-морской обсерватории США обнаружил, что ядро удлинилось и стало более плотным в районе 1/4 своей длины от конца (с ближайшей к хвосту стороны). На другой день, 5 октября, Барнард и его соотечественник Г. К. Уилсон, работавший в Обсерватории Цинциннати, независимо сообщали уже о 3 ядрах, и Уилсон характеризовал их как расположенные в ряд параллельно правой (северной) границе хвоста. Примерно такую же картину описывал 6 октября Притчетт, добавляя, что они «будто плавали в облаке жёлтой пыли». В тот же день разделение на 3 части зарегистрировал также немецкий астроном А. Крюгер, а Стивенсон отмечал, что вся голова кометы, слегка отклоняющаяся от оси хвоста, напоминает двойную звезду, а при рассмотрении в телескоп оказывается вытянутой в направлении движения кометы — с востока на запад. Наконец, также 6 октября 3 выраженных световых сгустка наблюдали и специалисты в Военно-морской обсерватории США — Фрисби и Уинлок, в частности, последний произвёл измерения размеров самого яркого сгустка — примерно 12×4″ — и общей длины ядра — 25-30″.

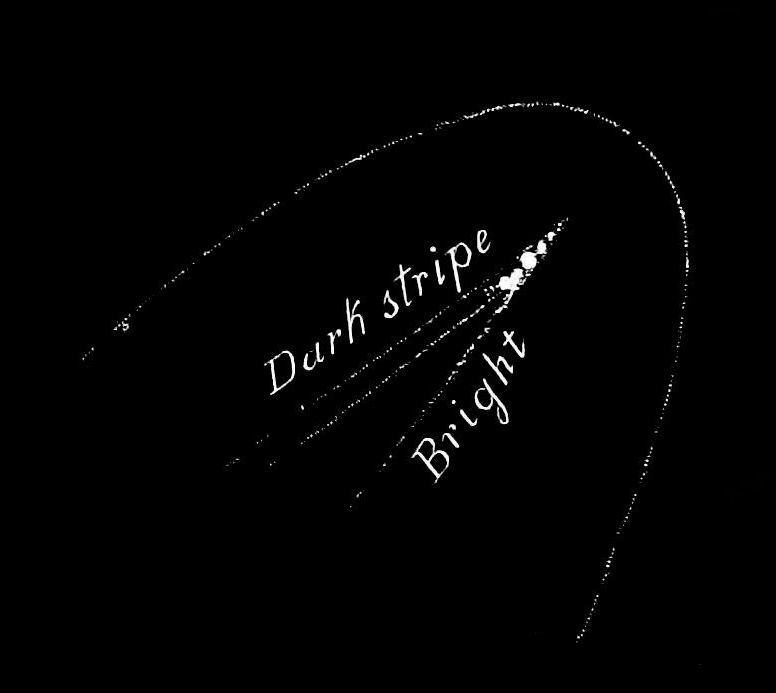
Вид головы кометы 10 октября 1882 года — ядро, разделившееся на 6 частей, тёмная и светлая полосы в структуре хвоста. Зарисовка астронома Ч. О. Янга, работавшего в Принстонском университете.

В течение следующих нескольких дней наблюдатели, использовавшие маленькие телескопы, продолжали видеть одно, но сильно вытянутое ядро, тогда как в большие телескопы можно было рассмотреть 2-3 части. Так, Теббутт наблюдал в структуре ядра наиболее яркий световой сгусток примерно в 1/4 от восточного конца ядра. А Финлей 9 октября зафиксировал несколько сгустков, из которых два были наиболее яркими. Расстояние между двумя самыми яркими осколками, зарегистрированное 8 октября Крюгером, составляло 13″, а Финлеем — 10 октября — 22″; подобные измерения проводил в эти дни и Дж. М. Шеберле в Анн-Арборе. Имеются также свидетельства специалистов из Вашингтона: 8 октября Фрисби наблюдал по меньшей мере 3 уплотнения в структуре ядра, более чётко выраженных, чем накануне, причём самым ярким было центральное (хотя располагалось оно ближе к хвосту, на отдалении от головного), Уинлок же 9 октября записал, что сгустков было уже 4, а всё ядро ещё сильнее вытянулось в линию (слегка выпуклую в южном направлении), так, что его ширина стала в 5 раз меньше длины, которая в этот день, согласно измерению их коллеги Дж. Р. Истмана, составляла 31,8″. Кроме того, 10 октября Финлей также отметил, что центральные яркие точки лежали несколько южнее остальных, расположенных в линию, а 2 дня спустя он оценил длину этой линии в 39″. И в этот же день Янг зафиксировал значительные изменения в структуре ядра относительно предыдущего наблюдения недельной давности: линия длиной 40″, в которую оно превратилось, напоминала по форме веретено и состояла из 6 похожих на звёзды светящихся точек. Самая яркая, которая, по мнению астронома, видимо, и была настоящим ядром, находилась на расстоянии в 1/3 от её начала, а следующая в 2-3″ за ней была второй по яркости. С наступлением рассвета более бледные осколки постепенно исчезали, так, что в определённый момент комета казалась разделённой уже всего на две части. Наконец, тогда же Уинлок оценивал максимальную ширину ядра (по-прежнему напоминавшего нитку из 3 бусин, центральная из которых стала более круглой и крупной, правда, уже неискривлённую) в 9″. Эдди 11 октября также отметил существенные изменения относительно своего предыдущего наблюдения трёхдневной давности, когда находящаяся впереди часть была вытянутым овалом, а в дальней уже можно было разглядеть 2 новых круглых и более тусклых центра конденсации: расположенный впереди осколок значительно уменьшился и выглядел очень яркой, похожей на звезду точкой, тогда как другой сильно вытянулся и приобрёл гантелевидную форму, то есть представлял собой два соединённых перемычкой уплотнения (причём одно — более сферической формы, другое, находящееся ближе к хвосту, — сильнее вытянутым), таким образом проявляя явную тенденцию к дальнейшему делению. А 15 октября он сделал наблюдение, что чётко выделялось одно ядро и конструкция из двух светящихся пятен, в каждом из которых при 100-кратном увеличении можно было рассмотреть, в свою очередь ещё по 2 слабо выраженных части. Британец Принс 13 октября отмечал, что ядро, которое ранее (4 октября) имело грушевидную форму, сильно вытянулось в мерцающую линию. Истман 14 октября оценивал длину ядра в 43″, между тем, Уинлок — его коллега из Вашингтона — уже не наблюдал отдельных чётко выделенных осколков, лишь ближняя к хвосту часть казалась более плотной. Янг 15 октября сообщал, что самый крупный осколок — теперь третий от начала (со стороны Солнца) — имел диаметр 6-7″, а всё ядро целиком составляло 48,5″ в длину и из прямой линии стало слегка искривлённым, как и хвост, образуя с ним единую дугу.
Во второй половине октября многие продолжали наблюдать одно сильно вытянутое ядро, а через большие телескопы можно было видеть до 6 отдельных мелких ядер, которые, например, Дж. М. Шеберле описывал как цепочку нанизанных на нитку бусинок, и эта линия была ориентирована, согласно записям российского астронома И. Кортацци, в направлении точки с позиционным углом 286° 19 октября и 293° 31 октября. Гилл 17 октября зафиксировал, что ядро имело сигарообразную форму и состояло из 5 частей диаметром 2-3″, общей длиной около 1′. Принс 20 октября разглядел 3 части, а 23 октября совместно со своим коллегой Дж. Дж. Симонсом — 4-5 (в отчёте астронома из Кроуборо приводится зарисовка), которые они также сравнивали с ниткой бус и отмечали их частое мерцание; к концу октября же эти эффекты, согласно записям Принса, стали гораздо слабее различимы. Эдди, ежедневно тщательно отслеживавший динамику структуры ядра, отмечал, что одни осколки были ярче других, причём их положение в последовательности от самого яркого до самого тусклого с каждым разом изменялось. Так, согласно его отчётам, начиная с 21 октября, перед первым ярким осколком появился ещё один, так что можно было выделить группы из 2 и 4 осколков, окружённые лёгкой туманностью и расположенные в одну линию, перпендикулярную лучу зрения; её общая длина составляла 23 октября 1′15″. Уинлок 24 октября наблюдал 4-5 «бусин» в составе ядра, причём вторая с конца была самой яркой. Другие астрономы приводили схожие описания. С лежащей ближе к Солнцу стороны ядра, можно было видеть 5-6 «шапок», причём внутренняя, согласно отчётам К. Г. Ф. Петерса, фактически сливалась со светящейся линией области ядра. Расстояние между осколками, помимо Шеберле, регистрировал регулярно и Уилсон; имелись также отдельные наблюдения из Кордовы (Дж. М. Том), Рио-де-Жанейро (Л. Крулс), Палермо (Г. Каччиаторе) и обсерватории Дадли в Олбани (Р. Х. Такер).
Э. Э. Коммон, из-за погодных условий не имевший возможности проводить качественных наблюдений до 30 октября, в этот день зафиксировал, что линия, в которую превратилось ядро, имела длину 58″ и ширину 10″, а уже на следующий день, когда условия наблюдения улучшились, на концах эта линия стала гораздо ярче, в середине её наметился разрыв шириной 11″, и длина её выросла до 110″. А 2 ноября ближняя к хвосту часть стала ещё ярче и приобрела вид самостоятельного ядра. Теббутт сообщал, что ядро, продолжавшее в течение октября вытягиваться, к концу этого месяца и в начале следующего стало более тусклым в середине, чем на концах, причём на одном, ближайшем к хвосту, — ярче, чем на другом; к концу ноября же этот эффект пропал.
Длина светящейся полосы, в которую превратилось ядро, постепенно увеличивалась и далее в течение всего периода, когда были возможны точные наблюдения. Так, 1 ноября Финлей оценивал её в 3,5′ по дуге прямого восхождения (при этом форма стала гораздо менее чёткой). На следующий день Уинлок также зафиксировал, что ядро ещё сильнее вытянулось и потускнело; согласно его измерениям, расстояние между 1 м и 2 м осколком составляло 12,4″, между 1 м и 3м — 22,7″, общая длина — 55,9″, ширина — 5″. Его коллега по Военно-морской обсерватории США У. Сампсон в этот день по результатам своих измерений получил расстояние между 1 м и 2 м осколком — 10,1″, между 2 м и 3м — 9,9″, а также длину 1го осколка — 7,2″. Спустя 3 дня он засвидетельствовал, что эти расстояния увеличились. Б. Дж. Хопкинс, сравнивая данные своих наблюдений в Лондоне от 8 ноября с предыдущими от 4 ноября, зафиксировал разделение ядра на 2 части, линия, соединяющая их, образовывала небольшой угол с осью хвоста; к 14 ноября они ещё больше вытянулись, а расстояние между ними сократилось. До 8 ноября регулярно регистрировал расстояние между осколками американец Уилсон. Его соотечественник Уинлок 13 ноября продолжал видеть 2 явных световых сгустка и за ними 2 менее чётких, так, что расстояние между 1-м и 3-м составляло 23,3″. А 15 ноября астроном из Вашингтона уже не мог различить больше 2-х даже при большом разрешении, однако измерил расстояния между ними и до расплывчатых границ всего ядра, его общую длину — 92,1″ и максимальную ширину — 9,9″, а также определил позиционный угол линии, соединявшей осколки, — 309,4°. Почти такое же значение он получил и 18 ноября, когда расстояние между двумя наблюдаемыми им осколками достигало, согласно его измерениям, чуть более 20″ — столько же зафиксировал в этот день и его коллега Сампсон, который видел также 3-й осколок и оценил расстояние до него (от 1-го) в 30″, а кроме того, днём ранее сообщал, что общая длина ядра составляла 80,6″.
Согласно свидетельствам Эдди, последний из 6 виденных им ранее осколков в ноябре постепенно тускнел, а к концу этого месяца можно было с трудом рассмотреть уже только 2-3 части, тем не менее, гранулированная структура была отчётливо различима до 5 декабря. В конце ноября и начале декабря расстояние между осколками ядра регистрировал также Г. Бигурдан на острове Мартиника, И. Палиса в Вене и специалисты из Вашингтона. Так, 20 ноября Уинлок сообщал, что невозможно различить отдельных частей в составе ядра — оно лишь было чуть более ярким со стороны хвоста, — однако на следующий день уже снова наблюдал 2 практически одинаковых по яркости световых сгустка, и позиционный угол образованного ими отрезка был равен 313,8°. Затем 3 декабря Сампсон определил расстояние между 1-м и 2-м осколками — 23,1″ и общую длину ядра — 102,1″. А его коллега Уинлок получил для длин этих отрезков, соответственно, значения 34,4″ и 105,6″; он зарегистрировал и 3-й осколок, но очень близко (порядка 11″) ко 2-му; позиционный угол же, согласно его измерениям, составлял в этот день 333,3°. Спустя 2 дня Сампсон засвидетельствовал, что между 1-м и 2-м осколками было 29,6″. Угловой размер ядра, согласно отчётам Финлея, достиг максимума в декабре, затем начал постепенно уменьшаться. В конце декабря измерения удалось провести Тому в Кордове, Уэнделлу в Кембридже и Ч. Трепье в Алжире.
Коммон 27 января описывал ядро как линию из 5 точек: 2-я и 3-я были самыми яркими (11m), 1-я и 4-я — примерно в 3 раза менее яркими и последняя — самой бледной; расстояние между 2-й и 3-й частями составляло 31,5″, а между первой и последней — 135,5″. Такое положение сохранялось до 24 февраля; расстояние между 2-м и 3-м осколками в этот день составляло 33,5″, а вся линия была несколько изогнута к северу. Имелись свидетельства, что даже в феврале можно было различить в структуре ядра 2 более яркие точки на расстоянии около 35″ друг от друга и по обе стороны от них — две более бледных на расстоянии около 50″ и 22″ соответственно. Между тем, Уинлок 1 февраля зафиксировал картину, не сильно отличающуюся от наблюдаемой им почти 2 месяца назад — 3 световых сгустка — за исключением того, что всё ядро несколько потускнело. Расстояние от центрального, который был самым ярким, до головного, составляло 35″, до другого — 42″, а общая длина ядра — 80″. Аналогичное положение было зарегистрировано им и независимо его коллегой Фрисби 23 февраля; для позиционного угла же в этот день Уинлок получил значение 76,5°. А. Холл, ещё один астроном из Военно-морской обсерватории США, 26 февраля также определил расстояния между этими точками — 34,5″ и 47,14″ соответственно, а также позиционный угол — 77,2°, однако он наблюдал также 4-ю точку. На следующий день американский учёный получил для этих величин, соответственно, значения 34,58″, 48,99″ и 78,8°, а также для расстояния от 3-й до 4-й точки — 22,27″. Тогда же, 27 февраля, Уинлок записал, что наблюдал и 5-ю примерно в 50″ от 4-й, а общая длина ядра в этот день составляла 106″. Появление очень бледной 5-й точки зафиксировал 28 февраля и Истман. Помимо специалистов из Вашингтона, довольно много данных получили в феврале Бигурдан (уже в Парижской обсерватории), Уэнделл, Коммон, В. Шур (в Страсбурге) и Э. Б. Байо (в Тулузе).
В начале марта 1883 года, когда комета уже существенно потускнела, ядро, по результатам наблюдений в Обсерватории Мыс Доброй Надежды, представляло собой эллипс с полуосями 3,5′ и 1,5′, а расстояние между двумя самыми крупными его осколками оценивалось в 35″. Между тем, Уинлок 3 марта сообщал, что ещё различимы 3 точки примерно одной яркости (порядка 12m) и 4-я более бледная. Месяц спустя он зарегистрировал уже лишь одну чётко различимую точку примерно в середине очень бледной и расплывчатой полосы длиной 20-30″, в которую превратилось ядро. Его коллега Фрисби, однако, 4 апреля всё ещё видел 3 отдельных световых сгустка, из которых ближайший к хвосту был самым ярким. Некоторые измерения расстояния между осколками в марте и апреле удалось произвести ещё Бигурдану и Уэнделлу.
Разделение ядра, как отмечал американский астроном Янг, было самым необычным эффектом, во многом из-за того, что произошло после прохождения перигелия. Кроме того, это было источником неточности измерений положения, так как не удавалось однозначно установить точку фокусировки инструмента наблюдения.

### Различные необычные эффекты
Уже начиная с сентября и особенно в течение всего октября ещё один необычный эффект — различные объекты возле кометы и вокруг неё — можно было наблюдать как через телескоп, так и без его помощи в тех местах, где условия были достаточно благоприятными (то есть достаточно тёмное небо в ночные часы). Примерно с середины сентября некоторые наблюдатели отмечали практически целиком окружавший комету слабый светящийся ореол; наиболее выраженным он был с 6 по 17 октября, а затем к началу ноября постепенно угас. Первым этот эффект заметил 14 сентября Чарлз Грувер, участник британской экспедиции, отправленной в Брисбен для наблюдения прохождения Венеры по диску Солнца — в своём отчёте он описал огибающую комету цилиндрическую поверхность. Янг 19 сентября сообщал, что комета была похожа на белую птицу, быстро летящую в сторону Солнцу, «крылья» которой были образованы вытянутыми дугами, соединявшими огибающие ядро поверхности; они располагались в 30" и 2-3′ перед головой соответственно. На следующий день эти дуги уже не просматривались. Марквик 30 сентября и 1 октября сообщал, что вокруг головы и частично хвоста кометы можно было наблюдать лёгкую дымку. Янг 2 октября также отмечал яркую «шапку» в 30″ от ядра. В своих записях от 3 октября Эдди писал, что голову и четверть северной половины хвоста огибала полоса слабо светящегося неплотного вещества толщиной порядка 1/4°, а на следующий день её размер увеличился местами до 1°, и она уже будто сливалась с северной частью хвоста. Затем 4 октября Марквик, помимо дымки возле головы кометы, обнаружил в 1,5° к югу от неё 2 небольших светящихся сгустка, напоминавших туманности. В этот же день Янг сообщал, что северная граница хвоста стала более размытой и её покрывала начинающаяся от головы лёгкая туманность; в слабовыраженную туманность превратился и зарегистрированный им за 2 дня до этого ореол возле ядра. Также американский физик отмечал, что на зарисовках итальянского астронома Рикко можно видеть как будто одну яркую комету внутри другой более бледной, но не по центру, а чуть южнее. Бледную огибающую линию толщиной 30-45′ в 65′ от головы кометы 6 октября начал наблюдать также и Уинлок из Военно-морской обсерватории США: вдоль северной части головы, на расстоянии 0,5° от неё, она была почти прямой и тянулась ещё на 1° за её границы, а к южной лежала гораздо ближе и за её границы не выступала; внутренняя (находящаяся со стороны головы) область была более тусклой и расплывчатой, чем внешняя. На следующий день, согласно отчётам американского астронома, линия стала ещё более выраженной, особенно с южной стороны. Во время обоих (и последующих) наблюдений он определял точное положение этого объекта относительно ближайших звёзд и делал подробные зарисовки.
Независимо от перечисленных наблюдателей А. В. Нурсинг Роу в своей обсерватории в Вишакхапатнаме 7 октября зафиксировал светлый лимб с солнечной стороны головы кометы, закругляющийся с каждой стороны хвоста, а также узкие полосы света над хвостом длиной более 12°, изгибающиеся в южном направлении. На другой день, 8 октября, согласно отчётам Эдди, этот объект уже полностью, будто капюшоном, покрывал всю голову кометы, образуя перед ней кометообразный конус с плохо различимой вершиной. Британский астроном сообщал, что эффект был отчётливо различим и невооружённым глазом, и в телескоп-искатель и в последующие дни наблюдений — 9 и 11 октября, причём «капюшон» этот простирался до 1,5° впереди головы кометы. Слабое гало вокруг головы кометы отмечал и Марквик: 9 октября оно имело толщину 1°, а 10 и 11 октября — 2°. Также 9 октября Янг сообщал, что замеченная им ранее туманность в области северной границы хвоста стала более выраженной. Аналогичное наблюдение сделал в этот день и Уинлок, а на другой день, согласно его отчётам, огибающая линия стала ещё более яркой и чёткой. Несколько дней спустя, 14 октября, американский астроном зафиксировал, что она практически замыкалась вокруг головы кометы.
Также 9 октября немецкий астроном и геофизик И. Ф. Ю. Шмидт, проводивший наблюдения в Афинской национальной обсерватории, заметил в 4° к юго-западу от кометы некий объект, движущийся параллельно ей, который 12 октября описал в своей статье в журнале «Astronomische Nachrichten» как новую комету. По его данным о положении этого объекта 10 и 11 октября даже были вычислены параметры его гипотетической орбиты, в частности, время прохождения перигелия 24 или 25 сентября. Однако в дальнейшем он более не наблюдался. Немецкий астроном Э. Хартвиг в Страсбургской обсерватории также зарегистрировал 10 октября к юго-западу от кометы крупную туманность, похожую, по его словам, на комету с ярким ядром и веерообразным хвостом, но 13 октября уже не смог увидеть её снова. Это необычное явление упоминается и в отчётах Барнарда: к югу от кометы он обнаружил кометоподобный объект диаметром 15′, сразу за ним — такой же, но менее яркий, а с противоположной стороны от первого — ещё один и ещё более тусклый, так что все три располагались практически в ряд; а в 6° к юго-востоку от головы основной кометы он наблюдал группу из ещё 6-8 таких объектов. Кроме того, 21 октября У. Р. Брукс из Фелпса (Нью-Йорк) заметил некий бледный кометоподобный объект длиной 2° и в 8° к юго-востоку от основной кометы.

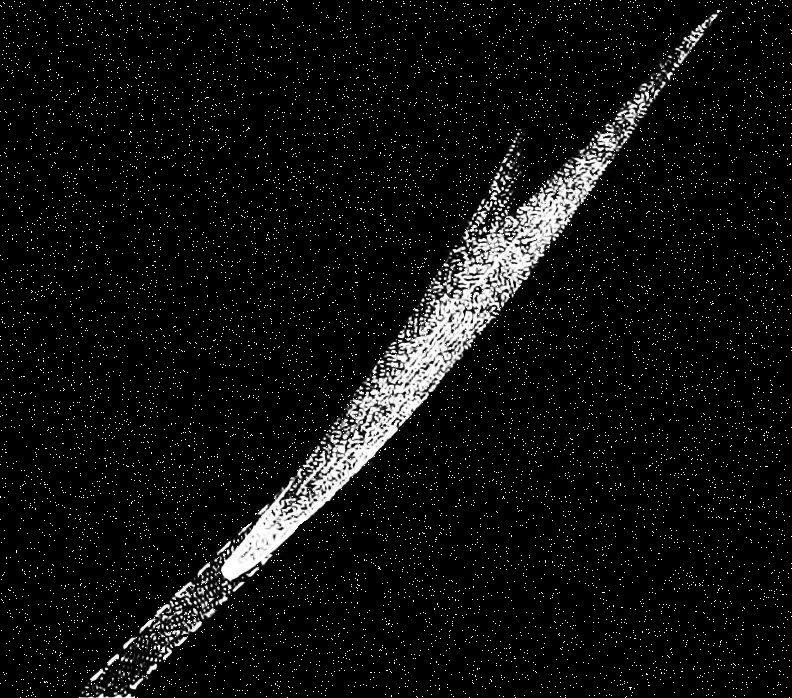
Вид кометы 15 октября 1882 года — виден необычный объект, напоминавший второй хвост, направленный в сторону Солнца. Зарисовка из статьи астронома Ч. О. Янга.

Ряд наблюдателей отмечали довольно ярко выраженное облако света, расположенное снаружи от подсолнечной стороны комы и выглядящее как необычный хвост, прямой и направленный в сторону Солнца. Так, 6 октября Дж. Т. Стивенсон писал, что, появившись некоторое время назад сперва к северу от головы кометы, он представлял собой как бы продолжение основного более яркого хвоста (хотя при более чётком рассмотрении отклонялся от этой оси на небольшой угол) и имел длину около 2°, а к 10 октября — до 4°. В Канзасском университете 9 октября также зарегистрировал бледную световую полосу с параллельными друг другу краями почти такой же ширины, что и хвост, и направленную в сторону Солнца. К 15 октября она стала ещё более заметной, располагалась от границы между хвостом и головой в 1-2° выше ядра вниз на 2-3° ниже головы, имела чётко выраженные края, ширину до 30′, а также равномерную яркость, однако по последнему параметру значительно уступала даже самым тусклым участкам хвоста. Длина этого аномального объекта, измеренная Барнардом и немецким астрономом А. Ауверсом 16 и 17 октября, составляла 4-6°, ширину же его Барнард оценивал в 1°. Другой астроном из Германии, Э. В. Л. Темпель, 18 октября описывал его, сопровождая зарисовками, как цилиндр с яркими, но нечёткими границами и тёмной областью вдоль оси. Британский астроном Т. У. Уэбб подтверждал, что получал свидетельства об этом необычном хвосте из Константинополя, и Афин, а также от Дж. В. Скиапарелли и Д. Гилла.
В основном наблюдатели отмечают, что описанный эффект постепенно становился всё менее заметным к 20 октября и к 27 октября исчез совсем. Он был уникален в своём роде, так как ничего подобного при наблюдении других комет зафиксировано не было. По мнению астронома-любителя и исследователя комет Г. Кронка, «кометы», зарегистрированные Шмидтом, Хартвигом и Барнардом были наиболее яркими сгустками светящегося ореола, замеченного другими наблюдателями, который состоял из пыли, выброшенной либо большой сентябрьской кометой во время её предыдущего прохождения перигелия около 8 столетий до этого, либо другой кометой из многочисленного семейства околосолнечных комет.
Между тем, подобные необычные эффекты отмечались и при дальнейших наблюдениях. Так, Э. Э. Коммон 27 января сообщал, что голову кометы окружала лёгкая дымка, южная часть которой была более выражена, а границы — нечёткими.

### Завершение наблюдений
Комета оставалась видима невооружённым глазом до февраля 1883 года, даже тогда её хвост оставался довольно длинным — 4-6°. После этого, в марте, свет Луны уже не позволял разглядеть его.
Э. Э. Коммон, в частности, отмечал, что 27 января комета напоминала довольно яркую протяжённую туманность, хвост уже был почти неразличим невооружённым глазом. Британский астроном в своём отчёте писал, что комета была достаточно яркой для наблюдений до 24 февраля, и он мог бы продолжать их и дальше, но она уже перестала быть видимой над горизонтом. Теббутт регистрировал положение и яркость кометы до 2 марта.
Астрономы из Военно-морской обсерватории США продолжали наблюдения с помощью меридианного круга до 3 марта, а с помощью телескопов — ещё месяц, до 4 апреля.
Гулд засвидетельствовал, что последнее наблюдение невооружённым глазом было осуществлено 8 марта.
В последний раз (в телескоп) комета наблюдалась 1 июня 1883 года в виде исключительно бледного, согласно отчётам Дж. М. Тома, светлого пятна. Гулд же, как и Коммон, отметил, что комета перестала быть видна, но не потому, что стала слишком тусклой, а из-за слишком низкого положения на западе над горизонтом с заходом Солнца.

## Параметры орбиты
Некоторые астрономы произвели первые расчёты параметров орбиты на основании результатов наблюдений своих коллег и своих собственных вскоре после их завершения. Например, Ф. Пенроуз, используя данные из трёх различных точек наблюдения в Европе и США, с помощью графических построений смоделировал параболическую орбиту кометы. С. К. Чандлер из Гарварда пришёл к выводу, что для параболической орбиты наблюдалось бы сильное расхождение с зарегистрированной траекторией, и предложил (после нескольких исправлений и учёта большего объёма данных) эллиптическую с периодом в 8,5 лет. Дж. Татлок в Обсерватории Хопкинса (Уильямстаун, Массачусетс) под руководством Т. Г. Саффорда по результатам ряда наблюдений в октябре и ноябре 1882 г. и январе 1883 г. рассчитал параметры орбиты, также придя к выводу о её эллиптичности.
На основании результатов более 60 наблюдений, проведённых, в частности, У. Л. Элкином и У. Г. Финлеем в период с 7 сентября 1882 года по 1 июня 1883 года, Генрих Крейц несколько лет спустя рассчитал расстояние в перигелии — порядка 0,003 а. е. и периоды орбиты как для каждого из 4 отдельных осколков — 664,3, 769,2, 875,2 и 959,4 года соответственно, так и для их центра масс — 817,3 года. Он пришёл к выводу о связи (но не полной идентичности) её с кометой 1106 года, а также об общем происхождении комет 1882 года, 1880 года и 1843 года. Сами Финлей и Элкин, а также другие астрономы, рассчитав расстояние в перигелии, долготу восходящего узла и аргумент перигелия, тоже отмечали это сходство и делали аналогичные заключения. В пользу теории о происхождении комет 1882 года, 1880 года и 1843 года от одного небесного тела, задолго до этого распавшегося на множество осколков, говорило и разрушение ядра большой сентябрьской кометы 1882 года, которое фиксировали многие наблюдатели, и отмеченные рядом астрономов объекты вблизи неё, с большой вероятностью являвшиеся также отделившимися от неё фрагментами.
Позднее, уже в XX веке было выявлено особенно сильное сходство кометы с кометой Икея — Секи 1965 года. Было высказано предположение, что они соотносились друг с другом и с кометой-прародительницей таким же образом, как и осколки ядра большой сентябрьской кометы 1882 года с изначально целым ядром после его разрушения. Считается, что эти две кометы являются членами второй подгруппы осколков исходной кометы 1106 года.
| Параметр                                       | Пенроуз, 1883 г. | Уайт, 1882 г.   | Финлей и Элкин, 1882 г. | Татлок, 1883 г.   | Чандлер, 1882 г.      | Чандлер, 1882 г. | Марсден, 1989 г.           | Марсден, 1989 г.          | Секанина, 2007 г. |
| ---------------------------------------------- | ---------------- | --------------- | ----------------------- | ----------------- | --------------------- | ---------------- | -------------------------- | ------------------------- | ----------------- |
| Параметр                                       | Пенроуз, 1883 г. | Уайт, 1882 г.   | Финлей и Элкин, 1882 г. | Татлок, 1883 г.   | по данным статьи Янга | по данным статьи | «гелиоцентрическая» орбита | «барицентрическая» орбита | Секанина, 2007 г. |
| Время перигелия (всемирное)                    | 1882 Sep 17.223  | 1882 Sep 17.175 | 1882 Sep 17.2242        | 1882 Sep 17.14302 |                       | 1882 Sep 17.1980 | 1882 Sep 17.724            | 1882 Sep 17.724           | 1882 Sep 17.7241  |
| Расстояние перигелия, а.е                      | 0,008            |                 | 0,00789                 | 0,00792           | 0,0076                | 0,00794          | 0,00775                    | 0,00766                   | 0,00775           |
| Эксцентриситет                                 | 1                |                 |                         | 0,9999332         | 0,99997               | 0,999979         | 0,99999068                 | 0,99990578                | 0,99991034        |
| Долгота восходящего узла (Ω)                   | 345°53′          | 353°38′         | 345°59′35″              | 346°18′30″        | 345°50′               | 346°51′58″       | 346,96°                    | 344,12°                   | 347°65′59″        |
| Аргумент перигелия (ω) / Долгота перигелия (ϖ) | 69°35′9″         | 275°12′         | 69°32′8″                | 70°2′23″          | 276°28′               | 71°39′3″         | 69,59°                     | 67,34°                    | 69°58′51″         |
| Наклонение (i)                                 | 38°5′34″         | 38°10′          | 141°58′59″              | 142°3′28″         | 38°05′                | 142°35′51″       | 142°                       | 141,41°                   | 142°01′09″        |
| Период, лет                                    |                  |                 |                         | 1366,6            |                       | 8,532            | 770                        | 770                       | 803,7             |